# David Fincher
David Andrew Leo Fincher (Denver, 28 agosto 1962) è un regista, produttore cinematografico, produttore televisivo ed effettista statunitense.
Ritenuto uno dei più capaci e poliedrici cineasti della sua generazione, nella sua produzione spiccano varie pellicole di successo, tra cui Seven, Fight Club, Zodiac, Mank e i pluripremiati The Social Network e Il curioso caso di Benjamin Button. Nel 2011 è stato premiato con il Golden Globe al miglior regista per la direzione nel film The Social Network ed è stato candidato tre volte all'Oscar al miglior regista per Il curioso caso di Benjamin Button, per The Social Network e Mank. È altresì famoso per alcuni suoi lavori trasmessi sulla piattaforma Netflix, in particolare le serie tv House of Cards e Mindhunter.
Influenze registiche che hanno formato il suo cinema: Martin Scorsese, Alfred Hitchcock, George Roy Hill, Stanley Kubrick, Terrence Malick, Alan J. Pakula, Steven Spielberg, Bob Fosse, Roman Polański e William Friedkin.

## Biografia

### Le origini e gli inizi
Nato a Denver, Colorado, cresce nella Contea di Marin, in California, e si diploma con ottimi voti alla Ashland High School, in Oregon. A 18 anni viene assunto da John Korty alla sua Korty Films, a Mill Valley. Successivamente approda alla Industrial Light & Magic, la celebre azienda di effetti speciali di George Lucas, dove si cimenta come assistente agli effetti visivi in grandi film come Il ritorno dello Jedi (1983), La storia infinita (1984) e Indiana Jones e il tempio maledetto (1984), impegnandosi soprattutto nel dipartimento di pittura.
Lasciata la ILM nel 1984 incomincia a dirigere spot televisivi, i più famosi dei quali sono quelli della Nike, ma anche quelli per Coca-Cola, Budweiser, Heineken, Pepsi-Cola, Levi's, Converse, AT&T e Chanel, e contemporaneamente dirige anche alcuni videoclip musicali, cosa che continuerà a fare anche in seguito, per Madonna, Sting, The Rolling Stones, Michael Jackson, Aerosmith, George Michael, Iggy Pop, Billy Idol, Steve Winwood, A Perfect Circle e Nine Inch Nails. A 24 anni, nel 1986, fonda la Propaganda Films insieme ai colleghi registi Dominic Sena, Greg Gold e Nigel Dick.
Il grande esordio dietro la macchina da presa arriva con Alien³ (1992), che però non ottiene il successo sperato. Il film viene stravolto e accorciato di almeno mezz'ora dai produttori, tant'è che la versione concepita inizialmente dal regista (o quantomeno la versione più vicina alla visione iniziale) è stata rimontata e proposta solo nel 2003 come "Special Edition" (è chiamata anche assembly cut).

### Il grande successo
Dopo questo primo tentativo finalmente arriva il grande successo di pubblico grazie a Seven nel 1995. Il film si colloca nel filone dei thriller dedicati agli omicidi seriali portando una ventata di aria fresca grazie sia ai suoi protagonisti (Brad Pitt, Morgan Freeman, Kevin Spacey e Gwyneth Paltrow) sia ad una sceneggiatura pessimista e tetra come gli ambienti in cui si svolge la vicenda con colpi di scena e cambi di registro che rendono subito la pellicola oggetto di culto in tutto il mondo.
Due anni dopo, The Game - Nessuna regola non riscuote la stessa fortuna, nonostante una trama molto interessante, una regia di qualità e un cast di ottimo livello (Michael Douglas e Sean Penn).
Riceve nuovamente gli onori della cronaca per Fight Club nel 1999, film che ricevette tante lodi quante feroci stroncature dalla critica nonché risultati deludenti al botteghino, ma che venne successivamente rivalutato nella distribuzione per home video, diventando in breve tempo uno dei film di culto degli anni novanta. Il film, che ripropone le surreali vicende ispirate dall'omonimo romanzo di Chuck Palahniuk, è considerato oggi uno dei capitoli più importanti della produzione cinematografica statunitense di quel decennio. Interpretato da Brad Pitt assieme a Edward Norton ed a Helena Bonham Carter, il film gioca con lo spettatore coinvolgendolo nella discesa fra club di lotta clandestini e un allucinato progetto anarchico/rivoluzionario in cui il protagonista si ritrova invischiato in maniera irreversibile.
Nel 2002 esce Panic Room, che riceve delle critiche contrastanti, nonostante i buoni incassi al botteghino. Interpretato da Jodie Foster e Forest Whitaker, il film è un thriller claustrofobico ambientato nella casa della protagonista, intrappolata nella stanza antipanico assieme alla figlia da un gruppo di rapinatori alla ricerca di un bottino milionario. Il film sconta un calo nella seconda parte, dovuta, secondo lo stesso Fincher a problemi avuti con la produzione e alla fretta di finire il film.
Il film successivo del regista è Zodiac (2007), storia di un serial killer che terrorizzò San Francisco negli anni '60, interpretato da Mark Ruffalo, Jake Gyllenhaal e Robert Downey Jr., ispirato alla storia vera del Killer dello Zodiaco. Il film è stato presentato al festival di Cannes nell'edizione 2007.
Nel 2008, con Il curioso caso di Benjamin Button, Fincher ritorna al grande successo di pubblico e di critica. Il film ha ottenuto 13 nomination all'Oscar (aggiudicandosi le statuette per la miglior scenografia, il miglior trucco e i migliori effetti speciali), e la National Board of Review ha conferito a Fincher quello per il miglior regista e a Eric Roth quello per la miglior sceneggiatura non originale. 
Terza collaborazione con Brad Pitt.

### Anni 2010 - presente

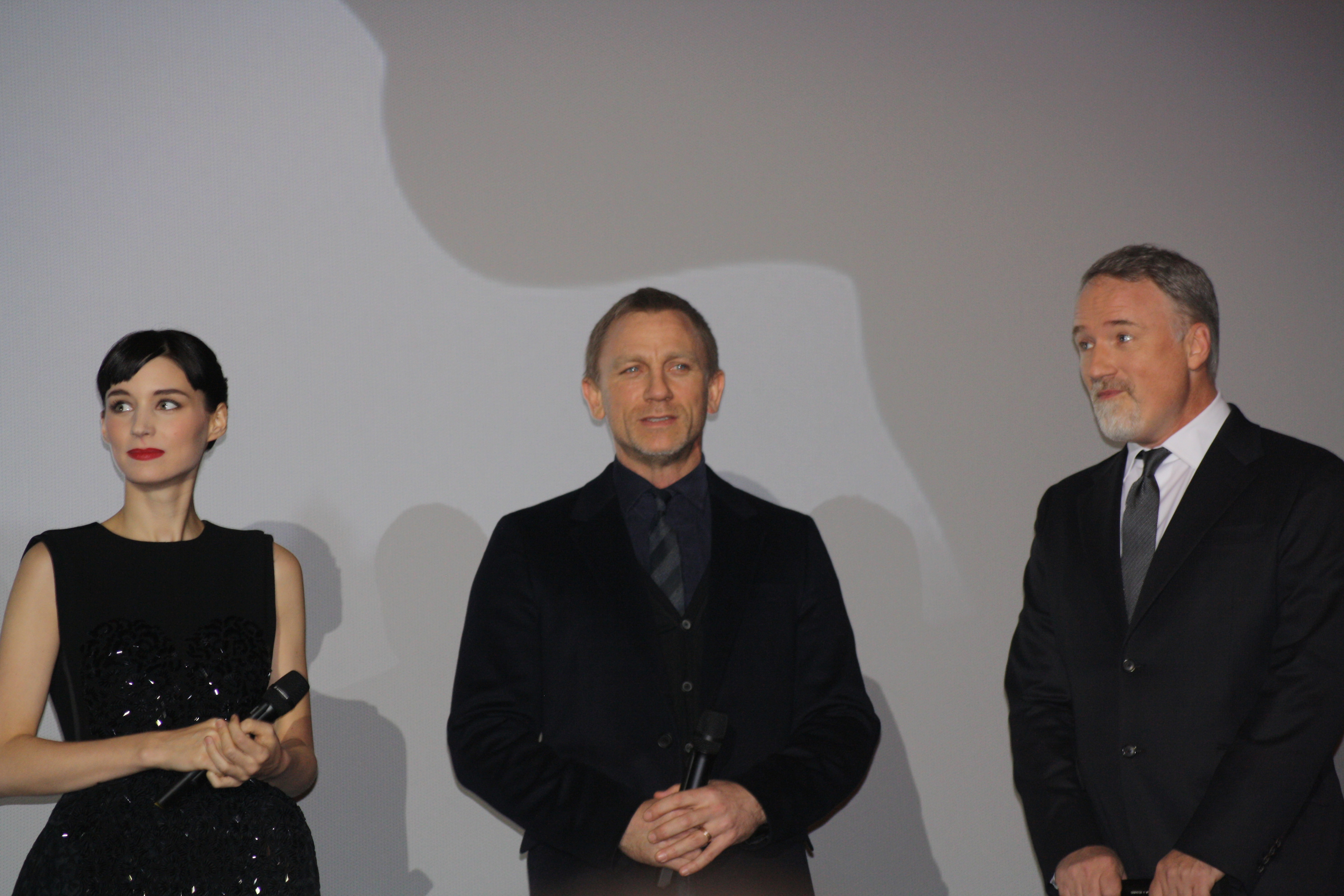
David Fincher insieme a Rooney Mara e Daniel Craig a Parigi per l'anteprima del film Millennium - Uomini che odiano le donne nel 2012

Nel 2010 esce The Social Network, acclamato in particolare dalla critica statunitense e incentrato sui fondatori di Facebook e sul fenomeno popolare che ha creato. Il film è stato sceneggiato da Aaron Sorkin, che ha adattato per il grande schermo il libro Miliardari per caso di Ben Mezrich. Ha vinto 4 Golden Globe, tra cui, il più importante, miglior film drammatico, e ha ottenuto 8 candidature agli Oscar 2011, vincendone 3, per miglior sceneggiatura non originale, miglior colonna sonora e miglior montaggio.
Del 2011 è la volta di Millennium - Uomini che odiano le donne, remake dell'omonimo film svedese uscito due anni prima. Il film riscontra un buon successo di critica e pubblico e vince anche un premio Oscar nella categoria "miglior montaggio".
Nel 2014 esce L'amore bugiardo - Gone Girl, con protagonisti Ben Affleck e Rosamund Pike. 
Nel dicembre del 2020 esce Mank su Netflix, la cui sceneggiatura è stata attribuita interamente al padre di Fincher, Jack. Il film tratta della realizzazione della sceneggiatura del film Quarto potere da parte di Herman J. Mankiewicz, interpretato da Gary Oldman. Il film ha ricevuto dieci candidature ai Premi Oscar 2021 e vincendone due, quelli alla miglior fotografia e alla migliore scenografia.
Nel 2023 viene presentato in anteprima al Festival di Venezia The Killer, con protagonista Michael Fassbender, tratto dalla serie a fumetti francese Il killer. Il film, dopo essere stato distribuito in alcune sale per diversi giorni, è stato reso disponibile su Netflix a partire dal 10 novembre.

## Collaborazioni frequenti
Fincher nella sua produzione cinematografica si è circondato di molti attori, ma con taluni intrattiene un rapporto artistico preferenziale. Il regista statunitense ha lavorato assiduamente con Richmond Arquette, Bob Stephenson, Christopher John Fields, Brad Pitt, Jared Leto e Joel Bissonnette.
Dal 2010 è solito collaborare con Trent Reznor e Atticus Ross per la realizzazione delle colonne sonore dei suoi film.

## Vita privata
È stato sposato dal 1990 al 1995 con la fotografa Donya Fiorentino, da cui ha avuto una figlia, Phelix Imogen (1994).
Dal 1996 è legato alla produttrice Ceán Chaffin.

## Filmografia

### Regista

#### Cinema
- Alien³ (1992)
- Seven (1995)
- The Game - Nessuna regola (The Game) (1997)
- Fight Club (1999)
- Panic Room (2002)
- Zodiac (2007)
- Il curioso caso di Benjamin Button (The Curious Case of Benjamin Button) (2008)
- The Social Network (2010)
- Millennium - Uomini che odiano le donne (The Girl with the Dragon Tattoo) (2011)
- L'amore bugiardo - Gone Girl (Gone Girl) (2014)
- Mank (2020)
- The Killer (2023)

#### Televisione
- House of Cards - Gli intrighi del potere (House of Cards) – serie TV, episodi 1x01, 1x02 (2013)
- Mindhunter – serie TV, 7 episodi (2017-2019)
- Love, Death & Robots – serie TV, episodi 3x02, 4x01 (2022)

#### Documentari
- To the Beat of the Live Drum (1985)

### Effetti visivi
- Il ritorno dello Jedi (Star Wars: Episode VI - Return of the Jedi), regia di Richard Marquand (1983)
- La storia infinita (Die Unendliche Geschichte), regia di Wolfgang Petersen (1984)
- Indiana Jones e il tempio maledetto (Indiana Jones and the Temple of Doom), regia di Steven Spielberg (1984)

### Attore
- Essere John Malkovich (Being John Malkovich), regia di Spike Jonze (1999) – non accreditato
- Full Frontal, regia di Steven Soderbergh (2002) – cameo

### Sceneggiatore
- Beat the Devil, regia di Tony Scott (2002) – cortometraggio

### Produttore
- Lords of Dogtown, regia di Catherine Hardwicke (2005)
- Amore e altri disastri (Love and Other Disasters), regia di Alek Keshishian (2006)
- House of Cards - Gli intrighi del potere – serie TV (2013-2018)
- Mindhunter – serie TV (2017-2019)
- Millennium - Quello che non uccide (The Girl in the Spider's Web), regia di Fede Álvarez (2018)
- Love, Death & Robots – serie animata (2019-in corso)

## Videografia
- Bop Til You Drop, Rick Springfield (1984)
- Dance This World Away, Rick Springfield (1985)
- Jonny B, The Hooters (1985)
- Celebrate Youth, Rick Springfield (1985)
- Shame, The Motels (1985)
- All The Love, The Outfield (1986)
- Every Time You Cry, The Outfield (1986)
- One Simple Thing, Stabilizers (1986)
- She Comes On, Wire Train (1987)
- Should She Cry, Wire Train (1987)
- Endless Nights, Eddie Money (1987)
- Downtown Train, Patty Smyth (1987)
- I Don't Mind At All, Bourgeois Tagg (1987)
- Notorious, Loverboy (1987)
- Love Will Rise Again, Loverboy (1987)
- Johnny B, The Hooters (1987)
- Storybook Story, Mark Knopfler (1987)
- Can I Hold You, Colin Hay (1987)
- No Surrender, The Outfield (1987)
- Say You Will, Foreigner (1987)
- Don't Tell Me The Time, Martha Davis (1987)
- Tell It To the Moon, Martha Davis (1988)
- Cold Hearted, Paula Abdul (1988)
- Heart of Gold, Johnny Hates Jazz (1988)
- Englishman in New York, Sting (1988)
- Shattered Dreams, (second version), Johnny Hates Jazz (1988)
- Get Rhythm, Ry Cooder (1988)
- Most of All, Jody Watley (1988)
- Roll With It, Steve Winwood (1988)
- The Way That You Love Me, (first version), Paula Abdul (1988)
- Holding On, Steve Winwood (1988)
- Heart, Neneh Cherry (1989)
- Bamboleo, (second version), Gypsy Kings (1989)
- Straight Up, Paula Abdul (1989)
- Most Of All, Jody Watley (1989)
- Real Love, Jody Watley (1989)
- Bamboleo, (third version), Gypsy Kings (1989)
- She's A Mystery To Me, Roy Orbison (1989)
- Forever Your Girl, Paula Abdul (1989)
- Express Yourself, Madonna (1989)
- The End Of The Innocence, Don Henley (1989)
- Cold Hearted, Paula Abdul (1989)
- Oh Father, Madonna (1989)
- Janie's Got a Gun, Aerosmith (1989)
- Vogue, Madonna (1990)
- Cradle of Love, Billy Idol (1990)
- Opposites Attract, Paula Abdul (1990)
- L.A. Woman, Billy Idol (1990)
- Freedom! '90, George Michael (1990)
- Who Is It, Michael Jackson (1992)
- Bad Girl, Madonna (1993)
- Who Is It?, (second version), Michael Jackson (1993)
- Love Is Strong, The Rolling Stones (1994)
- 6th Avenue Heartache, The Wallflowers (1996)
- Judith, A Perfect Circle (2000)
- Only, Nine Inch Nails (2005)
- Suit & Tie, Justin Timberlake ft. Jay-Z (2013)

## Riconoscimenti
Premio Oscar 
- 2009 – Candidatura al miglior regista per Il curioso caso di Benjamin Button
- 2011 – Candidatura al miglior regista per The Social Network
- 2021 – Candidatura al miglior regista per Mank

 Golden Globe 
- 2009 – Candidatura al miglior regista per Il curioso caso di Benjamin Button
- 2011 – Miglior regista per The Social Network
- 2015 – Candidatura al miglior regista per L'amore bugiardo - Gone Girl
- 2021 – Candidatura al miglior regista per Mank

 Premio BAFTA 
- 2009 – Candidatura al miglior regista per Il curioso caso di Benjamin Button
- 2011 – Miglior regista per The Social Network

 Premio Emmy 
- 2013 – Candidatura alla miglior serie tv drammatica per House of Cards - Gli intrighi del potere
- 2013 – Miglior regia per una serie drammatica per House of Cards - Gli intrighi del potere
- 2014 – Candidatura alla miglior serie tv drammatica per House of Cards - Gli intrighi del potere
- 2015 – Candidatura alla miglior serie tv drammatica per House of Cards - Gli intrighi del potere

 Premio César 
- 2011 – Miglior film straniero per The Social Network

 David di Donatello 
- 2011 – Candidatura al miglior film straniero per The Social Network

 Empire Awards 
- 2008 – Candidatura al miglior regista per Zodiac
- 2011 – Candidatura al miglior regista per The Social Network